# Paul Hirsch (Widerstandskämpfer)
Paul Hirsch (* 25. Oktober 1907 in Berlin; † 21. August 1945 in der Nähe von Qaraghandy) war ein deutscher Kommunist, Arbeiter und Widerstandskämpfer gegen den Nationalsozialismus.

## Leben

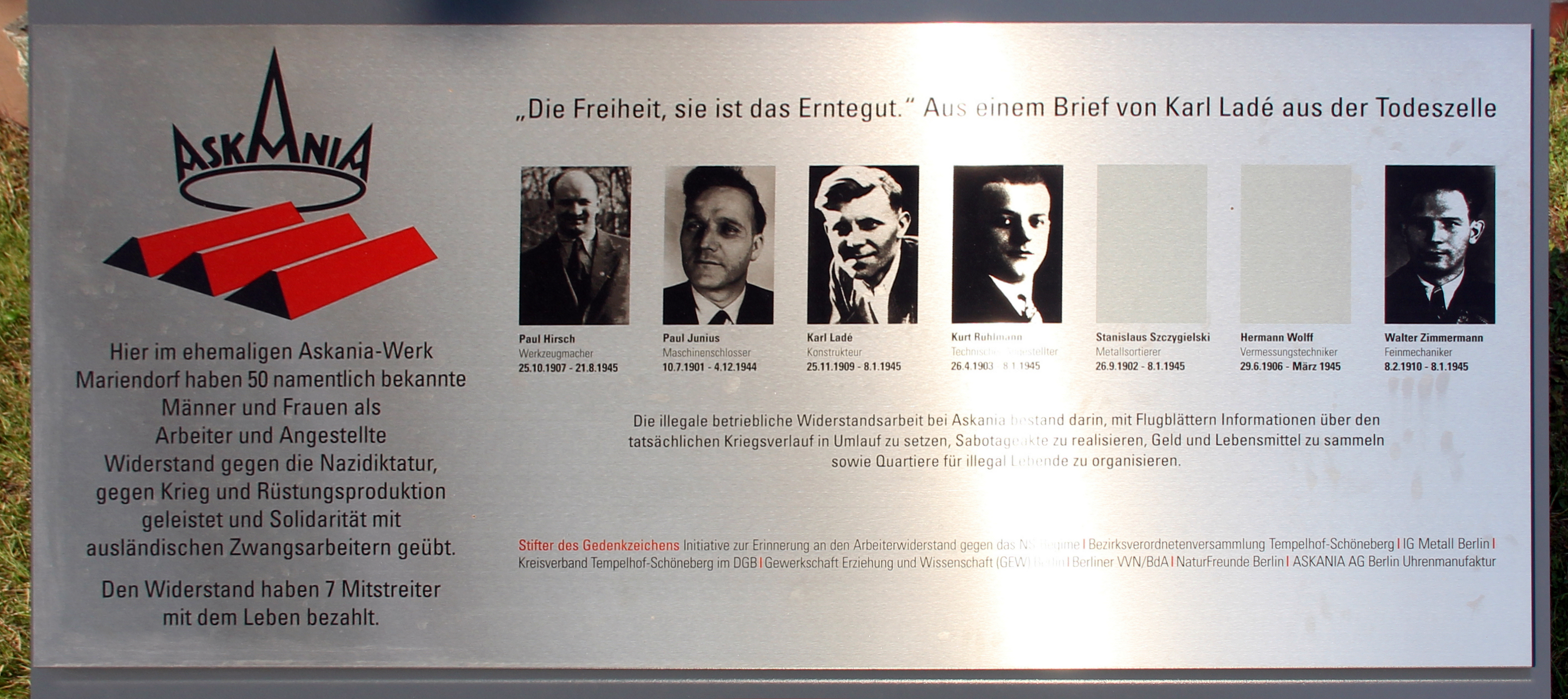
Gedenktafel für Paul Hirsch, Paul Junius, Karl Ladé, Kurt Rühlmann, Stanislaus Szczygielski, Hermann Wolff und Walter Zimmermann in der Großbeerenstraße 2 in Berlin-Mariendorf

Paul Hirsch wurde am 25. Oktober 1907 in Berlin geboren und wohnte bis zu seiner Verhaftung im Haus seines Schwiegervaters im Pilatusweg 28 in Berlin-Mariendorf. Zusammen mit seiner Frau Herta Ackermann hatte er zwei Söhne.
Er war Mitglied im Deutschen Metallarbeiter Verband, der Revolutionären Gewerkschafts-Opposition und seit 1927 in der KPD. Außerdem war im Arbeitersportverein „Fichte“ aktiv. Als gelernter Werkzeugmacher arbeitete er seit 1938 bei den Askania Werken in Mariendorf.
Über seine Ehefrau bekam er Kontakt zu Hans Coppi und Hilde Coppi und durch Johannes Paucka zur Saefkow-Jacob-Bästlein-Organisation. Zusammen mit Richard Bergow und Paul Junius leitete er die illegale Betriebszelle in den Mariendorfer Askania-Werken. Diese versuchte durch Sabotageaktionen die Rüstungsproduktion in den Werken zu behindern und verteilte Lebensmittel an die in der Umgebung internierten Zwangsarbeiter. Paul Hirsch organisierte Geldsammlungen und verbreitete illegale Flugblätter, sein Deckname in der Gruppe war Franz.
Er wurde im Zuge der Verfolgung und Zerschlagung der Saefkow-Jacob-Bästlein-Organisation am 11. Juli 1944 verhaftet, war zuerst im Polizeipräsidium Alexanderplatz inhaftiert und ab 21. August 1944 im Zellengefängnis Lehrter Straße in Berlin-Moabit. Bei den Verhören durch die Gestapo wurde er krankenhausreif geschlagen. Am 28. November 1944 gelang ihm auf dem Weg zu seinem Prozess vor dem Volksgerichtshof die Flucht.
Da er in Berlin nicht versteckt werden konnte, begab er sich auf den Weg in Richtung Ostfront. Unterschiedlichen Angaben nach, wurde er entweder in Schlesien nach Aufgreifung durch eine Wehrmachtsstreife zwangsweise an die Ostfront geschickt oder begab sich freiwillig in sowjetische Kriegsgefangenschaft. Trotz guter Pflege in einem sowjetischen Lazarett starb er am 21. August 1945 in der Nähe von Qaraghandy an Entkräftung und durch die Folgen der in Gefangenschaft erlittenen Verletzungen.
Sein Sohn Helmut berichtet immer wieder als Zeitzeuge auf Veranstaltungen über seinen Vater und das Leben der Familie unter dem Nationalsozialismus.

## Ehrungen
Ein 2009 geplanter Stolperstein vor dem Haus im Pilatusweg 28 wurde nicht verlegt.
Am 13. September 2014 wurde durch die Initiative zur Erinnerung an den Arbeiterwiderstand gegen das NS-Regime und mit einer Rede von seinem Sohn Helmut Hirsch auf dem Gelände der ehemaligen Askania-Werke in Mariendorf zur Erinnerung an sieben Arbeiter, die durch den Widerstand in den Askania-Werken ihr Leben verloren, eine Gedenktafel errichtet.